# Devolution (Vereinigtes Königreich)

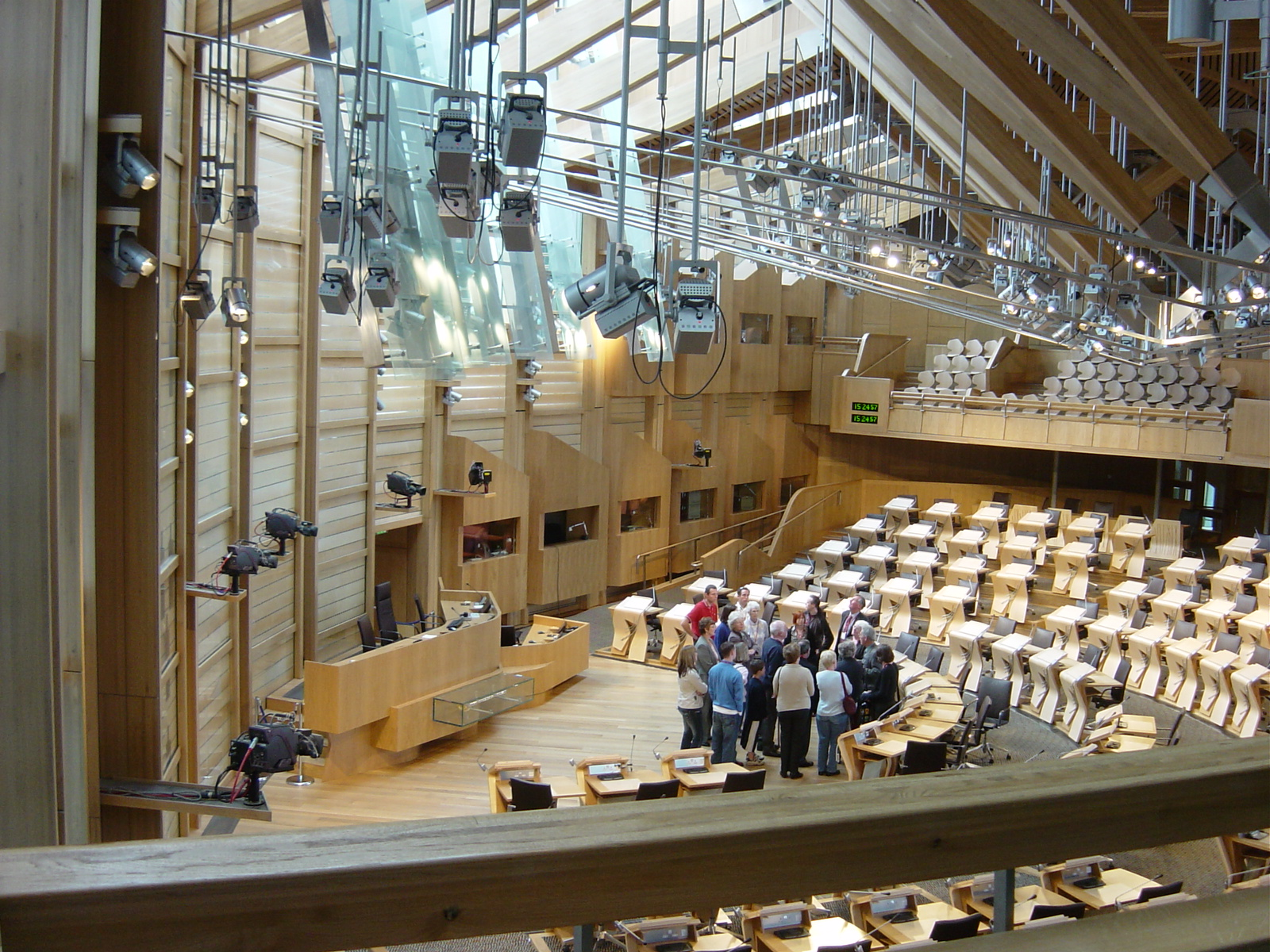
Innenansicht des schottischen Parlamentsgebäudes

Als Devolution bezeichnen britische Politik und Verfassungslehre eine Verlagerung politischer Kompetenzen von den Houses of Parliament weg an gewählte Vertretungen in Schottland, Nordirland und Wales, und zudem sub-nationale und sub-regionale Änderungen, betreffend die Greater London Authority oder Vereinigungen von County Councils zu größeren Regionen. 
Jedes Jahr im Mai werden diverse regionale, lokale und kommunale Wahlen abgehalten. Aufgrund von anstehenden Strukturänderungsabsichten im Rahmen der Devolution wurden jedoch Anfang Februar 2025 von Ministerin Angela Rayner eine Reihe von regionalen Wahlen auf 2026 verschoben: “Local elections in East Sussex, West Sussex, Essex, Thurrock, Hampshire, the Isle of Wight, Norfolk, Suffolk and Surrey will be delayed for one year to allow major reorganisations to take place, Local Government Secretary Angela Rayner has said. (…) Local elections for county councils will still go ahead this year on 1 May in Cambridgeshire, Derbyshire, Devon, Gloucestershire, Hertfordshire, Kent, Lancashire, Leicestershire, Lincolnshire, Nottinghamshire, Oxfordshire, Staffordshire, Warwickshire and Worcestershire.” Die Ungleichbehandlung wird von Oppositionsparteien scharf kritisiert.

## Autonomie
Die schottischen, nordirischen und walisischen Autonomierechte sind nicht identisch. Im Wesentlichen entscheiden die Regionalparlamente und -regierungen über Gesundheitspolitik, Schulwesen, Lokalverwaltung, Wohnungspolitik, Agrarpolitik und Fischerei, Umweltschutz, Raumplanung, Tourismus, Sport, Kulturgüter, Wirtschaftsförderung sowie Verkehrswesen.
England hat kein eigenes Regionalparlament. Entscheidungen über englische Angelegenheiten werden vom gesamtbritischen Parlament in Westminster getroffen, wobei es üblich ist, dass sich Abgeordnete aus den anderen Landesteilen ihrer Stimme enthalten.

## Geschichte
Die devolution kulminierte vorerst in der Gründung schottischer, walisischer und nordirischer Parlamente im Jahr 1998. Diese Neugründungen folgten Referenden, die die neu gewählte Labour-Regierung unter Premierminister Tony Blair infolge eines gleichlautenden Wahlversprechens abgehalten hatte. Den verfassungsrechtlichen Beginn dieses Prozesses markierten jedoch parlamentarische Auseinandersetzungen um eine irische Autonomie (Home Rule) innerhalb des Vereinigten Königreichs Großbritannien und Irland gegen Ende des 19. Jahrhunderts. Im Rahmen eines schottischen Unabhängigkeitsreferendums oder einer Lösung der West Lothian question sind weitere Devolutionsanstrengungen denkbar.

## West Lothian question
Devolutionsinitiativen scheiterten in mehreren Abstimmungen im britischen Parlament aufgrund eines verfassungsrechtlichen Dilemmas, das seit 1977 als West Lothian question bekannt ist. In der West Lothian question warf der Labour-Abgeordnete für den Wahlkreis West Lothian, Tam Dalyell, in einer Debatte eine partizipative Schieflage zwischen den verschiedenen Territorien des Landes folgendermaßen auf:

„For how long will English constituencies and English Honourable members tolerate […] at least 119 Honourable Members from Scotland, Wales and Northern Ireland exercising an important, and probably often decisive, effect on English politics while they themselves have no say in the same matters in Scotland, Wales and Northern Ireland?“

„Wie lange werden englische Wahlkreise und englische Parlamentarier tolerieren, dass mindestens 119 Parlamentarier aus Schottland, Wales und Nordirland eine spürbare und oft entscheidende Wirkung auf die englische Politik ausüben, während sie selbst jedoch kein Mitspracherecht in schottischen, walisischen und nordirischen Angelegenheiten haben?“